# Willem Adams
Willem Adams (Meerveldhoven, 1937 - Eindhoven, 5 januari 2022) is een Nederlands kunstschilder.

## Geschiedenis
Adams kreeg schilderlessen bij Jan Gregoor in 1954 aan de Academie voor Industriële Vormgeving in Eindhoven. In 1956 ging hij als marinier-ziekenverpleger naar Nieuw-Guinea. In 1964 verhuisde hij naar Eindhoven en had zijn eerste solo-tentoonstelling bij Galerie Manders in Helmond.
In 1965 richtte hij samen met Arie Berkulin, Theo Kuypers, Ron Rooymans, Guido Lippens de kunstenaarsgroep Mei 65 op. De groep bestond niet lang.

## Schilderstijl
De werken van Willem Adams behoren tot de hedendaagse kunst. Zijn werken zijn onder te verdelen in twee periodes. Aanvankelijk maakte hij geometrische patronen, vaak horizontaal. Na 1980 werden zijn werken expressiever met een heftige schilderbeweging.

## Musea
Werken van Willem Adams zijn onder meer opgenomen in de collectie van:
- Museum Kempenland, Eindhoven
- Van Abbemuseum, Eindhoven
- Stedelijk Museum Amsterdam
- Museum Het Valkhof, Nijmegen
- Noordbrabants Museum, 's-Hertogenbosch

## Tentoonstellingen (selectie)
- 1967 solotentoonstelling in kunstuitleen De Krabbedans in Eindhoven
- 1976 solotentoonstelling in het Van Abbemuseum
- 1986 jubileumtentoonstelling ‘’Eye Level’’ in het Van Abbemuseum
- 1987 overzichtstentoonstelling in het Van Abbemuseum

## Werken
Enkele werken zijn:
- Pyramide, olieverf op doek, 100 x 120 cm, Stedelijk Museum Amsterdam
- Zonder titel (over A.B.), olieverf op doek, 145 x 135 cm, Museum Het Valkhof
- Dommel, olieverf op doek, 160 x 170 cm, Museum Het Valkhof
- Het sacrale huis, olieverf op doek, 250 x 150 cm, Van Abbemuseum
- Paardenlijven, gewassen inkt, 40 x 60 cm, privébezit
- Groot Mimica strand, olieverf op doek, 250 x 200 cm
- Geestesprauw 1, olieverf op doek, 200 x 165 cm
- Geestesprauw 2, olieverf op doek, 200 x 160 cm
- Geestesprauw 3, olieverf op doek, 220 x 160 cm
- Tam tam II, olieverf op doek, 100 x 90 cm
- Zonder titel, olieverf op doek, 200 x 200 cm
- Zeeduivel, olieverf op doek, 220 x 205 cm, Museum Het Valkhof
- Tropical II, gouache, 70 x 100 cm
- Tropical III, gouache, 70 x 100 cm
- Zonder titel, olieverf op doek, 120 x 100 cm
- Zonder titel, olieverf op doek, 120 x 100 cm
- Zonder titel, olieverf op doek, 120 x 100 cm